# Vadu Izei
Vadu Izei – wieś w Rumunii, w okręgu Marmarosz, w gminie Vadu Izei. W 2011 roku liczyła 2187 mieszkańców.

## Współpraca
Miejscowość partnerska:
- Braine-le-Comte, Belgia